# Petanjci
Petanjci je naselje v Občini Tišina.

## Prireditve
Leta 1957 Borovo gostüvanje.

## Znane osebnosti, povezane z mestom
- Nika Zorjan